# جيمي كارتر
جيمس إيرل كارتر الابن (1 أكتوبر 1924 - 29 ديسمبر 2024)، هو سياسي أمريكي شغل منصب الرئيس التاسع والثلاثين للولايات المتحدة فيما بين عام 1977 و1981. وكان عضوًا في الحزب الديمقراطي. وشغل منصب الحاكم السادس والسبعين ل‍جورجيا فيما بين عام 1971 و1975، وكان نائبًا بمجلس الشيوخ عن ولاية جورجيا من عام 1963 إلى 1967. ومنذ ترك كارتر منصبه، ظلَّ منهمكًا في مشاريعَ سياسية واجتماعية، فحصل على جائزة نوبل للسلام في عام 2002 بسبب عمله الإنساني.
ولد كارتر وترعرع في بلاينز بولاية جورجيا، وتخرج من أكاديمية الولايات المتحدة البحرية في عام 1946 وحصل على درجة البكالوريوس في العلوم وانضم إلى البحرية الأمريكية التي تعمل في غواصات عديدة. وبعد وفاة والده في عام 1953، غادر حياته المهنية البحرية وعاد إلى بلاينز، حيث تولى السيطرة على أعمال عائلته في مجال زراعة الفول السوداني. ورثه قليلا نسبياً بسبب إعفاء والده من الديون وتقسيم الحوزة بينه وبين أشقائه. ومع ذلك، فقد تَحَقَّق طموحه إلى توسيع زراعة الفول السوداني في الأسرة ونموها. وخلال هذه الفترة، تم تشجيع كارتر على معارضة التمييز العنصري ودعم حركة الحقوق المدنية المتنامية. وأصبح ناشطا في الحزب الديمقراطي. ففي الفترة من 1963 إلى 1967، خدم كارتر في مجلس الشيوخ بولاية جورجيا، وفي عام 1970 انتخب محافظا لجورجيا، فهزم الحاكم السابق كارل ساندرز في الانتخابات الديمقراطية الأولية. وظل حاكما حتى عام 1975. وعلى الرغم من كونه مرشحا مظلما للخيول لم يكن معروفا بشكل عام خارج جورجيا، فقد فاز بترشيح الحزب الديمقراطي لمنصب الرئاسة في عام 1976. ففي انتخابات 1976 الرئاسية، خاض كارتر الانتخابات كدخيل ثم هزم بفارق ضئيل الرئيس الجمهوري الحالي جيرالد فورد.
وفي يومه الثاني في المنصب، أصدر كارتر عفواً عن كل المتهربين من حرب فيتنام بإصدار الإعلان 4483. وخلال فترة ولايته، تم إنشاء إدارتين جديدتين على مستوى مجلس الوزراء، هما وزارة الطاقة ووزارة التعليم. فقد أنشأ سياسة وطنية في التعامل مع الطاقة شملت الحفاظ على الطاقة، والسيطرة على الأسعار، والتكنولوجيا الجديدة. وكان كارتر يتابع اتفاقات كامب ديفيد، ومعاهدات قناة بنما، والجولة الثانية من محادثات الحد من الأسلحة الاستراتيجية (SALT II). وعلى الجبهة الاقتصادية واجه حالة من الركود التضخمي، وهي التركيبة المستمرة من التضخم المرتفع، وارتفاع معدلات البطالة، والنمو البطيء. وقد تميزت نهاية فترة ولايته الرئاسية بأزمة الرهائن في إيران بين عامي 1979 و1981، وأزمة الطاقة في عام 1979، والحادث النووي الذي وقع في جزيرة ثري مايل، وثورة نيكاراغوا، والغزو السوفيتي لأفغانستان. وردّاً على الغزو، صعد كارتر الحرب الباردة عندما أنهى الانفراج، وفرض حظر الحبوب على السوفييت، وأعلن مبدأ كارتر، وقاد مقاطعة الألعاب الأوليمبية الصيفية في عام 1980 في موسكو. وهو الرئيس الوحيد الذي قضى فترة ولاية كاملة ولم يعين قاضيا في المحكمة العليا. وفي الانتخابات التمهيدية لرئاسة الحزب الديمقراطي عام 1980، نازله عضو مجلس الشيوخ تيد كنيدي، لكنه فاز بإعادة ترشيح نفسه في المؤتمر الوطني الديمقراطي لعام 1980. فقد خسر كارتر الانتخابات الرئاسية في عام 1980 في بأغلبية ساحقة لصالح المرشح الجمهوري رونالد ريجان. والواقع أن استطلاعات الرأي بين المؤرخين وعلماء السياسة عموما تصنف كارتر باعتباره رئيسا أقل من المتوسط. فقد كانت أنشطته في مرحلة ما بعد الرئاسة أكثر إيجابية بالنظر إلى رئاسته.
وفي عام 1982، أنشأ كارتر مركز كارتر لتعزيز حقوق الإنسان وتوسيعها. وفي عام 2002، حصل على جائزة نوبل للسلام لعمله في تأسيس المركز. ولقد سافر كثيراً لإجراء مفاوضات السلام، ومراقبة الانتخابات، ودفع جهود منع الأمراض واستئصالها في الدول النامية. ويعتبر كارتر شخصية رئيسية في مؤسسة الموئل الخيرية للإنسانية. وقد كتب أكثر من 30 كتاب، تتراوح بين المذكرات السياسية والشْعر، في حين يواصل التعليق النشط على الشؤون الأميركية والعالمية الجارية، بما في ذلك الصراع الإسرائيلي الفلسطيني. وفي سن 97 عاما، وبعد تقاعد دام 41 عاما، يعد كارتر الرئيس الأقدم عمراً وأطول فترة حياة، فضلاً عن الرئيس الأطول عمراً في فترة ما بعد الرئاسة، وزواجه الذي دام 75 عاما يجعله أطول رئيس متزوج. وهو أيضاً خامس أقدم شخص حي خدم كزعيم للدولة.

## النشأة
ولد جيمس إيرل كارتر الابن في 1 أكتوبر 1924 في معهد وايز سانيتاريوم (الذي أصبح الآن مركز ليليان جي كارتر للتمريض) في بلاينز بولاية جورجيا، وهو مستشفى حيث تم توظيف والدته كممرضة مسجلة. وكان كارتر أول رئيس أمريكي يولد في مستشفى. وكان الابن الأكبر لبيسي ليليان (نيه جوردي) وجيمس إيرل كارتر الأب.
كارتر هو سليل المهاجر الإنجليزي توماس كارتر، الذي استقر في فرجينيا عام 1635. وعاشت أجيال عديدة من كارترز مزارعي القطن في جورجيا. وكانت بلاينز مدينة خمرة تضم 600 شخصا وقت ولادة كارتر. كان والده رجل أعمال محلي ناجح، الذي أدار متجراً عاماً وكان مستثمر في الأراضي الزراعية. وكان والد كارتر قد خدم سابقاً كملازم ثاني احتياطي في سلاح كوارتر الجيش الأمريكي أثناء الحرب العالمية الأولى. تحركت الأسرة عدة مرات أثناء طفولة كارتر. واستقر آل كارتر على طريق ترابية في آرتشري القريبة، التي كانت تسكنها بالكامل تقريباً العائلات الأمريكية الإفريقية الفقيرة. وفي النهاية كان لديهم ثلاثة أطفال آخرين: جلوريا، وروث، وبيلي. وكان كارتر قد حصل مع والديه على ما يرام، رغم أن والدته غائبة في كثير من الأحيان أثناء طفولته بسبب ساعات العمل الطويلة. وعلى الرغم من أن والد كارتر كان مؤيداً بشدة للفصل العنصري، إلا أنه سمح لابنه بمصادقة أطفال المزارع السود. كان كارتر مراهقاً مقداماً منح فدانه الخاص من أراضي إيرل الزراعية، حيث نما، وحزم، وباع الفول السوداني. كما أجر قسماً من السكن المستأجر الذي اشتراه.

### التعليم
وقد حضر كارتر مدرسة بلاينز الثانوية في الفترة من 1937 إلى 1941. وبحلول ذلك الوقت كان أرتشري وبلاينز قد فُقرا بسبب الكساد الأعظم، ولكن الأسرة استفادت من إعانات دعم زراعة الصفقة الجديدة، وكان والد كارتر يتخذ موقفا زعيما للمجتمع. كان جيمي طالبا مثابرا وذا جلبة في القراءة. حكاية شائعة تقول إنه تم استبعاده من خطاب الوداع بعد أن تخطى هو وأصدقاؤه المدرسة للمغامرة في وسط المدينة بسيارة هوت رود. تم ذكر غياب كارتر في إحدى الصحف المحلية، رغم أنه من غير الواضح ما إذا كان سيلقي خطاب وداع. عندما كان مراهقًا، لعب كارتر في فريق كرة السلة في مدرسة بلاينز الثانوية وانضم إلى منظمة شبابية تدعى مزارعو المستقبل الأمريكيون، مما ساعده على تطوير اهتمام مدى الحياة بالنجارة.
كان كارتر يحلم منذ فترة طويلة بحضور الأكاديمية البحرية الأمريكية. وفي عام 1941، بدأ برنامج البكالوريوس في الهندسة في كلية جورجيا الجنوبية الغربية في أمريكوس القريبة، جورجيا. وفي العام التالي، انتقل إلى معهد جورجيا للتكنولوجيا في أتلانتا، وحصل على حق الالتحاق بالأكاديمية البحرية في عام 1943. كان طالبا جيدا ولكن كان ينظر إليه على أنه متحفظ وهادئ، على عكس ثقافة الأكاديمية من التنكيل العدواني للطلبة. أثناء وجوده في الكلية، وقع كارتر في حب صديقة شقيقته روث روزالين سميث. بعد فترة وجيزة من تخرجه في عام 1946، تزوج الاثنان. كان لاعب كرة قدم عداء للميشيفين البحرية. تخرج كارتر في المرتبة 60 من بين 820 من ضباط البحرية في عام 1946، وحصل على درجة البكالوريوس في العلوم، وعين ملازمًا ثانيًا.

## الزراعة
كان إيرل كارتر قد توفي رجلا ثريا نسبيا، بعد انتخابه مؤخرا لعضوية مجلس النواب في جورجيا. ومع ذلك، بين إعفائه من الديون وتقسيم ثروته بين الورثة، ورث ابنه جيمي القليل نسبيا. لمدة عام، عاش جيمي وروزالين وأولادهم الثلاثة في مساكن عامة في بلاينز. وكان كارتر على دراية بالمواضيع العلمية والتكنولوجية، وقد بدأ بتوسيع نطاق الأعمال العائلية في مجال زراعة الفول السوداني. وكان الانتقال من البحرية إلى الأعمال الزراعية صعبا؛ وفشل حصاد السنة الأولى بسبب الجفاف، واضطر كارتر إلى فتح عدة خطوط ائتمان مصرفية للحفاظ على الزراعة طافية. وفي الوقت نفسه، أخذ أيضا دروسا وقرأ على الزراعة بينما تعلمت روزالين المحاسبة لإدارة كتب الأعمال. على الرغم من أنهم كسروا بالكاد حتى السنة الأولى، إلا أن عائلة كارتر نمت أعمالها وأصبحت ناجحة للغاية.

## المسيرة السياسية (1963–1971)
وقد اشتعل التوتر العنصري في بلاينز بقرار المحكمة العليا الأمريكية عام 1954 المناهض للتمييز في قضية براون ضد مجلس التعليم. وكان كارتر مؤيدا للتسامح والتكامل العنصريين، ولكنه في كثير من الأحيان أبقى تلك المشاعر على نفسه لتجنب صنع الأعداء. بحلول عام 1961 بدأ يتحدث بشكل أوضح عن التكامل، لكونه عضوا بارزا في الكنيسة المعمدانية ورئيس مجلس مدرسة مقاطعة سومتر. في عام 1962، تم افتتاح مقعد مجلس الشيوخ بالولاية بحل نظام وحدة مقاطعة جورجيا؛ وقد أعلن كارتر حملته للحصول على مقعد الرئاسة قبل 15 يوما من الانتخابات . كان لدى روزالين حدس حول السياسة والتنظيم، مما ساعد حملته. وقد أظهر العد المبكر للأصوات كارتر متراجعا إلى خصمه هومر مور، ولكن هذا كان نتيجة تصويت احتيالي قام به جو هيرست، رئيس الحزب الديمقراطي في مقاطعة كويتمان. وتحدى كارتر نتيجة الانتخابات، والتي تم تأكيدها على أنها مزورة في تحقيق. وبعد ذلك، أجريت انتخابات أخرى فاز فيها كارتر ضد مور كمرشح ديمقراطي وحيد، بهامش تصويت من 3,013 إلى 2,182.
وكانت حركة الحقوق المدنية جارية على قدم وساق عندما تولى كارتر منصبه. وقد أصبح هو وأسرته من أشد أنصار جون ف. كينيدي. فقد ظل كارتر هادئا نسبيا بشأن هذه القضية في مستهل الأمر، حتى مع تسبب في استقطاب قسم كبير من البلاد، سعيا إلى تجنب تنفير زملائه الذين يؤيدون التفرقة العنصرية. وقد تحدث عن عدد قليل من القضايا المسببة للشقاق، حيث ألقى كلمات ضد اختبارات محو الأمية، وضد تعديل دستور جورجيا، والذي كان يرى أنه يعني ضمنا إكراه على ممارسة الدين. انضم كارتر إلى اللجنة التنفيذية للحزب الديمقراطي للولاية بعد عامين من توليه منصبه، حيث ساعد في إعادة كتابة قواعد حزب الولاية. وأصبح رئيس لجنة التخطيط والتنمية في غرب وسط جورجيا، التي أشرفت على صرف المنح الفيدرالية ومنح الولايات لمشاريع مثل ترميم المواقع التاريخية. وفي نوفمبر 1964، عندما تم انتخاب بو كالاواي في مجلس النواب الأمريكي، بدأ كارتر على الفور في التخطيط لتحديه. وكان الاثنان قد اشتبكا في وقت سابق بشأن الكلية التي سيتم توسيعها لمدة عامين إلى برنامج كلية مدته أربع سنوات من قبل الولاية، وكان كارتر قد رأى كالاواي ــ الذي تحول إلى الحزب الجمهوري ــ كمنافس يمثل جوانب من السياسة كان يحتقرها. أعيد انتخاب كارتر في عام 1964 ليخدم فترة سنتين أخريين. ولفترة من الوقت في مجلس الشيوخ، ترأس لجنة التعليم التابعة له؛ كما جلس في لجنة الاعتمادات قرب نهاية فترة ولايته الثانية. قبل نهاية فترة ولايته، ساهم في مشروع قانون يوسع تمويل التعليم في جميع أنحاء الولاية ويعطي مشروع مدته أربع سنوات في جنوب غرب جورجيا. ولقد عمل على الاستفادة من عمل التخطيط الإقليمي، فألقى الخطب في مختلف أنحاء المنطقة لكي يجعل نفسه أكثر وضوحا أمام الناخبين المحتملين. وفي اليوم الأخير من الولاية، أعلن عن ترشيح نفسه للكونغرس.

### انتخابات حاكم الولاية في عامي 1966 و 1970
في أول انتخابات لتولى كارتر منصب الحاكم، خاض الانتخابات ضد الحاكم الليبرالي السابق إيليس أرنال وأستر مادوكس المنعزل المحافظ في الانتخابات الديمقراطية الأولية. ووصف في مؤتمر صحفي أيديولوجيته بأنها «محافظة ومعتدلة وليبرالية ومتوسطة. ... أعتقد أنني شخص أكثر تعقيدا من ذلك.» فقد الانتخابات الأولية، لكنه سحب العدد الكافي من الأصوات كمرشح ثالث لإجبار أرنال على خوض جولة إعادة مع مادوكس. وفاز مادوكس بفارق ضئيل بانتخابات الإعادة على أرنول. وفى الانتخابات العامة، واصل الحزب الجمهورى بو كالاواى الفوز باغلبية 50%, وقد مكنت قواعد الولاية مجلس نواب جورجيا، الذي كان له أغلبية في الحزب الديمقراطي، من انتخاب مادوكس حاكما. وأسفر ذلك عن مادوكس المنتصر، الذي كان انتصاره - بسبب موقفه التمييزي - كان ينظر إليه على أنه أسوأ نتيجة لكارتر المدين. وعاد كارتر إلى عمله الزراعي، حيث خطط بعناية لحملته التالية. كانت هذه الفترة نقطة تحول روحية بالنسبة لكارتر؛ فقد أعلن نفسه مسيحيا ولد من جديد، ولده الأخير آمي ولد خلال هذه الفترة.
في انتخابات حاكم 1970، أصبح الحاكم الليبرالي السابق كارل ساندرز المنافس الرئيسي لكارتر في الانتخابات الديمقراطية الأولية. وكان كارتر يدير حملة أكثر حداثة، حيث استخدم رسوما مطبوعة وتحليل إحصائي. وفي الرد على بيانات الاستفتاء، استند كارتر إلى قدر من التحفظ أكثر من أي وقت مضى، فاعتبر نفسه شعبويا وينتقد ساندرز لثروته وارتباطاته الواضحة بالحزب الديمقراطي الوطني. كما اتهم ساندرز بالفساد، ولكن عندما ضغطت عليه وسائل الإعلام، يمكن أن تأتي بدون دليل. طوال حملته، حاول كارتر التصويت الأسود و«والاس»، بعد جورج والاس التمييزي البارز من ولاية ألاباما. وبينما التقى بشخصيات سوداء مثل مارتن لوثر كينج الأب وأندرو يونج، وزار العديد من الشركات المملوكة للأسود، أشاد أيضا بالوليس ووعد بدعوته لإلقاء خطاب في جورجيا. أصبحت جاذبية كارتر للعنصرية أكثر وضوحا مع مرور الوقت، حيث قدم مساعدوه الكبار في الحملة صورة لساندرز تحتفل مع لاعبي كرة السلة السود.
وجاء كارتر قبل ساندرز في الاقتراع الأول بنسبة 49 في المئة إلى 38 في المئة في سبتمبر، مما أدى إلى انتخابات الإعادة التي تجرى. وكانت الحملة اللاحقة أكثر مرارة; وعلى الرغم من دعمه المبكر للحقوق المدنية، فإن نداء كارتر ضد العنصرية قد نما، منتقدا ساندرز على دعمه لمارتن لوثر كينج الابن كارتر فاز بانتخابات الإعادة بنسبة 60 في المئة من الأصوات، وخاض الانتخابات العامة بسهولة ضد هال بيت الجمهوري، وهو مذيع أخبار محلي. وبمجرد انتخابه، غير كارتر لهجته، وبدأ في الحديث ضد السياسة العنصرية التي تنتهجها جورجيا. وعبر ليروي جونسون، عضو مجلس الشيوخ الأمريكي الأسود، عن دعمه لكارتر، قائلا «أفهم لماذا أدار هذا النوع من حملة المحافظين المتطرفين. ... لا أعتقد أنك تستطيع الفوز بهذه الدولة دون أن تكون عنصرياً».

## حاكم جورجيا (1971–1975)
وقد أدى كارتر اليمين الدستورية في 12 يناير 1971 كحاكم لجورجيا السادس والسبعين. وفي كلمته الافتتاحية، أعلن أن «زمن التمييز العنصري قد انتهى» كان مزعزعا للجماهير وتسبب في أن العديد من الأشخاص الذين أيدوا كارتر أثناء السباق يشعرون بالخيانة. وكان كارتر عازفا عن التواصل مع زملائه من الساسة، الأمر الذي جعله يفتقر إلى الشعبية في المجلس التشريعي. وقام بتوسيع سلطة الحاكم بإدخال خطة لإعادة التنظيم قدمت في كانون الثاني/يناير 1972. وعلى الرغم من أن الخطة قد أقرت في البداية استقبالا هادئا في المجلس التشريعي، إلا أنها أقرت في منتصف الليل في اليوم الأخير من الجلسة. وفي نهاية المطاف دمج كارتر نحو 300 وكالة حكومية في عام 22، رغم أنه من المتنازع عليه أن يكون هناك أي توفير إجمالي للتكاليف المترتبة على القيام بذلك. وفي 8 يوليو/تموز 1971، وأثناء ظهوره في كولومبوس بجورجيا، أعلن كارتر عزمه على إنشاء مجلس جورجيا لحقوق الإنسان يعمل على حل القضايا داخل الدولة قبل أي عنف محتمل.
وفي مؤتمر صحفي في 13 يوليو/تموز 1971، أعلن كارتر أمر رؤساء الإدارات بخفض الإنفاق على المساعدة في منع العجز البالغ 57 مليون دولار بنهاية العام المالي 1972، تحديد أن كل وزارة ستتأثر وتقدير أن أكثر بنسبة 5% من الإيرادات التي تستهلها الحكومة ستفقد إذا استمرت إدارات الدولة في استخدام الأموال المخصصة بشكل كامل. وفي 13 يناير/كانون الثاني 1972، طلب كارتر من الهيئة التشريعية في الولاية توفير التمويل لبرنامج تنمية الطفولة المبكرة إلى جانب برامج إصلاح السجون، وفرض 48 مليون دولار (ما يعادل 296,973,747 دولار في عام 2020) في هيئة ضرائب مدفوعة على جميع موظفي الدولة تقريبا. وفي 1 مارس/آذار 1972، أعلن كارتر إمكانية استخدام دورة استثنائية للجمعية العامة إذا اختارت وزارة العدل أن تسقط أي خطط لإعادة التوزيع من قبل مجلس النواب أو مجلس الشيوخ. وقد دفع كارتر بالعديد من الإصلاحات من خلال الهيئة التشريعية - حيث وفرت هذه الإصلاحات مساعدات حكومية متساوية للمدارس في المناطق الغنية والفقيرة في جورجيا، وأقامت مراكز مجتمعية للأطفال المعاقين ذهنيا، وزادت من البرامج التعليمية للمدانين. وبموجب هذا البرنامج، كانت جميع هذه التعيينات قائمة على الجدارة، وليس على النفوذ السياسي. وفي أحد قراراته الأكثر إثارة للجدل، استخدم حق النقض ضد خطة لبناء سد على نهر فلينت في جورجيا، والذي جذب انتباه حماة البيئة في جميع أنحاء البلاد.
وكانت الحقوق المدنية ذات أولوية عالية بالنسبة لكارتر، وكان أهم أعماله هو توسيع نطاق موظفي الدولة السوداء وإضافة صور لمارتن لوثر كينغ الابن واثنين آخرين من السود الجورجيين في مبنى البرلمان - وهو عمل احتج عليه مجلس الكلوكس كلان. وحاول كارتر أيضا ابقاء حلفائه المحافظين بجانبه، وذكر كارتر أنه أيد تعديلا دستوريا لحظر استخدام الخفاض بغرض التعجيل بالتكامل في المدارس على ظهور مشترك متلفز مع حاكم ولاية فلوريدا ريوبين أسكيو في 31 يناير/كانون الثاني 1973، وشارك في رعاية قرار مضاد للبقض مع جورج والاس في مؤتمر المحافظين الوطني لعام 1971. وبعد أن ألغت المحكمة العليا الأمريكية قانون عقوبة الإعدام في جورجيا في قضية فورمان ضد جورجيا (1972)، وقع كارتر قانون عقوبة الإعدام المعدل الذي تناول اعتراضات المحكمة، وبالتالي أعاد تقديم الممارسة في الولاية. واعرب كارتر بعد ذلك عن اسفه ازاء توقيع عقوبة الإعدام قائلا «لم ارى ظلما فيها كما اقوم الآن».

### الطموح الوطني
ولأن كارتر لم يكن مؤهلا لخوض الانتخابات من جديد، فقد نظر إلى الانتخابات الرئاسية المحتملة وانخرط في السياسة الوطنية. وقد تم تعيينه لعدة لجان تخطيط جنوبية وكان مندوبا للمؤتمر الوطني الديمقراطي لعام 1972, حيث كان السيناتور الأمريكي الليبرالي جورج ماكجوفرن المرشح الرئاسي المحتمل. ولقد حاول كارتر أن يصادق على نفسه مع الناخبين المحافظين والمعادين لمكجوفرن . ومع ذلك، كان كارتر لا يزال غامضا إلى حد ما في ذلك الوقت، وفشلت محاولته في التريانغ؛ وكانت تذكرة 1972 الديمقراطية مكغفرن والسناتور توماس إيغلتون. وفي 3 آب/أغسطس، التقى كارتر مع والاس في برمنغهام في ولاية ألاباما لمناقشة منع الحزب الديموقراطي من الخسارة في انهيار خلال انتخابات تشرين الثاني/نوفمبر.
وبعد خسارة ماكغفرن في نوفمبر 1972, بدأ كارتر في الاجتماع بانتظام مع موظفي حملته الوليدة. وكان قد قرر البدء في تقديم عرض رئاسي لعام 1976 معا. وحاول باخفاق أن يصبح رئيسا لجمعية المحافظين الوطنيين لتعزيز رؤيته. وفيما يتعلق بتأييد ديفيد روكفلر، تم تعيينه في اللجنة الثلاثية في نيسان/أبريل 1973. وفي العام التالي، تم تعيينه رئيسا لكل من حملات الكونجرس ومجلس الحكم التابعة للجنة الوطنية الديمقراطية. وفي مايو/أيار 1973 حذر كارتر الحزب الديمقراطي من تسييس فضيحة ووترغيت التي نسب حدوثها إلى الرئيس ريتشارد نيكسون ممارسة العزلة عن الأميركيين والسرية في صنع القرار.

## الحملة الرئاسية لعام 1976
وقد أعلن كارتر ترشحه للرئاسة في 12 ديسمبر/كانون الأول 1974، في نادي الصحافة الوطني في واشنطن العاصمة، تضمن خطابه مواضيع تتعلق بعدم المساواة والتفاؤل والتغيير على الصعيد المحلي. عند دخوله في الانتخابات التمهيدية، كان يتنافس مع 16 مرشحا آخرين، واعتبر أنه لا يحظى بفرصة كبيرة ضد السياسيين الأكثر شهرة على الصعيد الوطني مثل جورج والاس. وكان اسمه اعترافا بنسبة اثنين في المائة، وسال خصومه بسخرية «جيمي من؟». وردا على ذلك، بدأ كارتر في التأكيد على اسمه وما وقف من أجل، قائلا «اسمي جيمي كارتر، وأنا أترشح لمنصب الرئيس». وقد أثبتت هذه الاستراتيجية نجاحها؛ وبحلول منتصف مارس/آذار 1976، لم يكن كارتر متقدما كثيرا على المرشحين النشطين للترشيح الديمقراطي للرئاسة، ولكن ضد الرئيس الحالي جيرالد فورد بمقدار نقاط مئوية قليلة. ومع أن فضيحة ووترغيت للرئيس نيكسون كانت لا تزال جديدة في أذهان الناخبين، فإن موقف كارتر كدخيل، بعيدا عن واشنطن العاصمة، أثبت أنه مفيد. وشجع على إعادة تنظيم الحكومة . ونشر كارتر مذكرة بعنوان لماذا لا يكون الأفضل؟ في يونيو/حزيران 1976 للمساعدة في تقديم نفسه للجمهور الأمريكي.
أصبح كارتر المرشح الأول في وقت مبكر من خلال الفوز بزعماء أيوا وبانتخابات نيو هامبشاير الأولية. وقد تضمنت استراتيجيته الوصول إلى منطقة قبل أن يتمكن مرشح آخر من بسط نفوذه هناك، حيث كان يسافر لمسافة تزيد عن 50,000 ميلا (80,000 كيلومترا)، ويزور 37 ولاية، وإلقاء أكثر من 200 خطاب قبل أن يدخل أي مرشح آخر السباق. في الجنوب، أقر ضمنيا بوجود مناطق معينة إلى والاس وجرحها كمعتدل عندما أصبح واضحا أن والاس لا يمكن أن يفوز. وفي الشمال، ناشد كارتر الناخبين المسيحيين والريفيين المحافظين إلى حد كبير. وفي حين أنه لم يحقق أغلبية في معظم الولايات الشمالية، فقد فاز بعدة عن طريق بناء أكبر قاعدة دعم فردية. وعلى الرغم من استبعاد كارتر في البداية كمرشح إقليمي، فإنه لا يزال يحصل على الترشيح الديمقراطي. وكما لاحظ لورانس شوب في كتابه الصادر عام 1980 بعنوان «رئاسة كارتر وما بعده»، اكتشفت وسائل الإعلام الإخبارية الوطنية وروجت لكارتر. وذكر شوب ما يلي:
«ما يملكه كارتر ولا يملكه خصومه هو قبول ودعم نخبة وسائل الإعلام. كانت تغطيتهم المواتية لكارتر وحملته هي التي أعطاه ميزة ودفعته إلى قمة استطلاعات الرأي مثل الصاروخ. وقد ساعد ذلك كارتر على الفوز بانتصارات انتخابية رئيسية، مما مكنه من الصعود من شخصية عامة غامضة إلى الرئيس المنتخب في فترة قصيرة مدتها 9 شهرا».
وقال كارتر خلال مقابلة أجريت معه في أبريل/نيسان 1976: «ليس لدي أي شيء ضد مجتمع يحاول الحفاظ على النقاء العرقي لأحيائهم». وكانت ملاحظته تهدف إلى دعم قوانين الإسكان المفتوح، ولكن تحديد المعارضة للجهود الحكومية «لضخ الأسر السوداء إلى منطقة بيضاء لمجرد خلق نوع من التكامل». تضمنت مواقف كارتر المعلنة خلال حملته التمويل العام لحملات الكونجرس، دعمه لإنشاء وكالة حماية المستهلك الفيدرالية، إنشاء قسم منفصل على مستوى مجلس الوزراء من أجل التعليم، توقيع معاهدة سلام مع الاتحاد السوفياتي للحد من الأسلحة النووية، خفض ميزانية الدفاع، اقتراح ضريبي ينفذ «زيادة كبيرة تجاه أولئك الذين لديهم دخل أعلى» جنبا إلى جنب مع تخفيض ضريبة على دافعي الضرائب ذوي الدخل المنخفض والمتوسط، إجراء تعديلات متعددة على قانون الضمان الاجتماعي، ووضع ميزانية متوازنة بحلول نهاية فترة ولايته الأولى.
في 15 يوليو 1976, اختار كارتر عضو مجلس الشيوخ الأمريكي عن ولاية مينيسوتا والتر إف. مونديل كرفيق له في السباق. واجه كارتر وفورد ثلاث مناظرات تلفزيونية. وكانت المناظرات هي المناظرات الرئاسية الأولى منذ عام 1960. وكان كارتر قد أجرى مقابلة مع روبرت شير من مجلة بلاي بوي في إصدار 1976 نوفمبر/تشرين الثاني، التي وصلت إلى الصحف قبل أسبوعين من الانتخابات. وقال كارتر أثناء مناقشة وجهة نظر فخر الدين: «لقد بحثت في الكثير من النساء مع الشهوة. لقد ارتكبت الزنا في قلبي عدة مرات.» هذا واعترافه في مقابلة أخرى بأنه لم يكن يمانعا إذا نطق الناس بكلمة "fuck" أدى إلى جنون تغذية وسائل الإعلام والنقاد الذين يأسكون تآكل الحدود بين السياسيين وحياتهم الحميمة الخاصة. بدأ كارتر السباق مع تقدم كبير على فورد، التي ضقت الفجوة أثناء الحملة، ولكنها خسرت أمام كارتر في هزيمة ضيقة في 2 نوفمبر، 1976 .

### عملية الانتقال
كان التخطيط الأولي للانتقال الرئاسي لكارتر جاريا منذ أشهر قبل انتخابه. وكان كارتر أول مرشح رئاسي يخصص أموالا كبيرة وعدد كبير من الموظفين لجهود التخطيط للانتقال قبل الانتخابات، الذي أصبح لاحقا ممارسة عادية. كارتر وضع قالب مع انتقاله الرئاسي الذي سيؤثر على كل التحولات الرئاسية اللاحقة، مع اتباع نهج منهجي في انتقاله، وكان هناك عملية أكبر وأكثر رسمية مقارنة بالمراحل الانتقالية الرئاسية السابقة.
وفي 22 نوفمبر/تشرين الثاني 1976، قام كارتر بأول زيارة له إلى واشنطن العاصمة بعد انتخابه، حيث عقد اجتماعا مع مدير مكتب الإدارة جيمس لين ووزير دفاع الولايات المتحدة دونالد رمسفيلد في بيت بلير، وعقد اجتماع بعد الظهر مع الرئيس فورد في البيت الأبيض. وفي اليوم التالي، اجتمع كارتر مع زعماء الكونجرس، معربا عن أن لقاءاته مع أعضاء مجلس الوزراء كانت «مفيدة جدا» وقال إن فورد طلب منه التماس مساعدته إذا احتاج إلى أي شيء. ومع ذلك، فإن العلاقة بين فورد وكارتر ستكون باردة نسبيا خلال الفترة الانتقالية. وأثناء فترة انتقاله، أعلن كارتر عن اختيار العديد من المحال اليهم لشغل مناصب في إدارته. وفي 4 يناير/كانون الثاني 1977، قال كارتر للصحفيين إنه سيتحرر نفسه من تضارب المصالح المحتمل بترك عمله في مجال الفول السوداني في أيدي الأمناء.

## الرئاسة (1977–1981)
تم تنصيب كارتر رئيساً للولايات المتحدة الأمريكية الــ(39) في 20 يناير 1977. وكان أحد أول أعمال كارتر الوفاء بوعد الحملة بإصدار أمر تنفيذي بإعلان عفو غير مشروط عن المتهربين من حرب فيتنام، الإعلان 4483. اتسمت فترة ولاية كارتر في المنصب بوعكة اقتصادية، وقد حان الوقت لاستمرار التضخم والركود فضلاً عن أزمة الطاقة في عام 1979. في 7 يناير 1980، وقع كارتر القانون رقم (هـ. 5860) القانون العام رقم (96-185)، المعروف بقانون ضمان القروض لشركة كرايسلر لعام 1979، لإنقاذ شركة كرايسلر بمبلغ 3.5 مليار دولار (ما يعادل 10.99 مليار دولار في عام 2020) كمعونة.
حاول كارتر تهدئة صراعات مختلفة حول العالم، في الشرق الأوسط بشكل أكثر وضوحا مع توقيع اتفاقات كامب ديفيد؛ إعادة قناة بنما إلى بنما؛ والتوقيع على معاهدة خفض الأسلحة النووية SALT II مع الزعيم السوفياتي ليونيد بريجنيف. وقد شابت عامه الأخير أزمة الرهائن الإيرانية التي ساهمت في خسارته في انتخابات عام 1980 لرونالد ريجان.

### السياسة المحلية
في 18 أبريل 1977 ألقى كارتر خطاباً متلفزاً أعلن فيه أن أزمة الطاقة الأميركية خلال السبعينيات كانت «المعادل الأخلاقي للحرب». وشجع جميع المواطنين الأمريكيين على الحفاظ على الطاقة، كما قام بتركيب ألواح تسخين المياه الشمسية في البيت الأبيض. ارتدى السترات لتعويض انخفاض الحرارة في البيت الأبيض. وفي 4 أغسطس 1977، وقع كارتر قانون تنظيم وزارة الطاقة لعام 1977، الذي شكل وزارة الطاقة، أول منصب وزاري جديد في إحدى عشرة سنة. وأثناء حفل التوقيع، استشهد كارتر بـ«أزمة نقص الطاقة الوشيكة» مع التسبب في ضرورة التشريع. في بداية المؤتمر الصحفي في 29 سبتمبر 1977، وفي ظل الانطباع الذي ساد أنه لم يصل إلى مستوى جيد في معالجة الطاقة أثناء الجلسة الصحفية السابقة، وذكر كارتر أن مجلس النواب «اعتمد كل اقتراح الطاقة تقريبا» الذي قدمه قبل خمسة أشهر ووصف الحل الوسط بأنه «نقطة تحول في إنشاء برنامج شامل للطاقة». وفي الشهر التالي، في 13 أكتوبر، وقال كارتر إنه يؤمن بقدرة مجلس الشيوخ على تمرير مشروع قانون إصلاح الطاقة، وحدد الطاقة بأنها «أهم قضية محلية سنواجهها أثناء وجوي في المنصب».
في 12 يناير 1978، أثناء مؤتمر صحفي، قال كارتر أن المناقشات المستمرة حول اقتراحه الخاص بإصلاح الطاقة كانت «طويلة ومثيرة للشقاق وشاقة» كما أنها أعاقت القضايا الوطنية التي تحتاج إلى معالجة مع تطبيق القانون. في مؤتمر صحفي في 11 أبريل 1978، قال كارتر أن أكبر مفاجأة له «في طبيعة خيبة الأمل» منذ أن أصبح رئيساً هو الصعوبة التي يواجهها الكونجرس في تمرير التشريع، مستشهداً بمشروع قانون إصلاح الطاقة بشكل خاص: «لم أحلم منذ سنة في أبريل عندما اقترحت هذا الأمر على الكونغرس بأنه بعد سنة لم يتم حله بعد.» أقر الكونغرس تشريع كارتر للطاقة بعد مداولات كثيرة وتعديل كبير في 15 أكتوبر 1978. وقد أدى هذا الإجراء إلى تحرير بيع الغاز الطبيعي، كما أسقط تفاوتاً طويل الأمد في الأسعار بين الغاز داخل الدولة وفيما بينها، وأنشأ ائتمانات ضريبية لتشجيع الحفاظ على الطاقة واستخدام الوقود غير الأحفوري.
وفي 1 مارس 1979، قدم كارتر خطة احتياطية لتوزيع البنزين بناءاً على طلب الكونغرس. وفي 5 أبريل، ألقى خطاباً أكد فيه على ضرورة الحفاظ على الطاقة. أثناء مؤتمر صحفي عقد في 30 أبريل، قال كارتر أنه «من الضروري» أن توافق لجنة التجارة بمجلس النواب على خطة تقنين الجازولين الاحتياطية ودعا الكونجرس إلى تمرير عدة خطط احتياطية أخرى للمحافظة على الطاقة اقترحها. وفي 15 يوليو 1979 ألقى كارتر خطابًا متلفزاً وطنياً حدد فيه ما يعتقد أنه «أزمة ثقة» بين الشعب الأمريكي، في ظل استصواب مستطلع الآراء بات كادديل الذي اعتقد أن الأمريكيين واجهوا أزمة ثقة من أحداث الستينات والسبعينات قبل تولي كارتر منصبه. سيذكر الخطاب على أنه خطاب «وعكة» كارتر، لا ينسى لردود الفعل المختلطة واستخدامه للخطابة. وجاء الاستقبال السلبي للخطاب من رأي مفاده أن كارتر لم يذكر الجهود من جانبه لمعالجة أزمة الطاقة وكان معتمداً أكثر من اللازم على الأميركيين.

## وفاته
توفي جيمي كارتر يوم الأحد، 29 ديسمبر (كانون الأول) 2024م الموافق 28 جُمادى الآخرة 1446هـ، عن أكثر من مئة عام.

## وصلات خارجية
- الموقع التاريخي الوطني لجيمي كارتر
- المتحف والمكتبة الرئاسية لجيمي كارتر
- مرات الظهور على سي-سبان
- جيمي كارتر على موقع جائزة نوبل